# Automobile Steuerzahler-Partei
Die Automobile Steuerzahlerpartei (kurz ASP) war eine deutsche Partei, die am 20. Dezember 1993 gegründet wurde und sich 2002 auflöste. Sie wollte vor allem gegen die „Abzockerei“ gegenüber den Autofahrern kämpfen.
Die ASP war von 1994 bis 2002 im Münchner Stadtrat mit einem Sitz vertreten. Bei der Landtagswahl in Bayern 1998 erreichte sie 0,1 Prozent der Stimmen. Nachdem sie 2002 den Einzug in den Stadtrat von München nicht mehr geschafft hatte, löste sie sich im selben Jahr auf. Eigenen Angaben zufolge hat sie das mangelnde Interesse in der Bevölkerung zu diesem Schritt gezwungen.